# Cydia
Cydia (pronuncia: /ˈsɪdi.ə/) è un software open source sviluppato da Jay Freeman (anche noto come "Saurik") per Apple iOS e iPadOS, sistemi operativi dei dispositivi Apple: iPhone, iPad e iPod touch. Permette agli utenti che effettuano la procedura di jailbreak del proprio dispositivo di installare software e pacchetti di terze parti, non autorizzati da Apple, alternativi a quelli dell'App Store.
Cydia è un porting di Debian APT sulla piattaforma Apple iOS, e uno dei componenti fondamentali del progetto Telesphoreo Tangelo, che intende "creare una distribuzione di software GNU e BSD per iPhone". Con funzionalità simili a quelle di Synaptic su Linux, Cydia basa su apposite 'liste', chiamate repository, la gestione di pacchetti software, la maggior parte dei quali scaricabili gratuitamente. Cydia include anche il Cydia Store, che offre ulteriori applicativi a pagamento. Si tratta in sostanza di uno store di app alternativo a quello di Apple, utilizzabile da dispositivi jailbroken.
Il nome "Cydia" allude alla carpocapsa del melo ("Cydia pomonella"), il "verme nella mela" (in inglese "the worm in the apple"), con chiaro riferimento a Apple.

## Caratteristiche
Lo scopo principale di Cydia è fornire agli utenti di iPhone jailbroken software e controlli avanzati del sistema operativo non disponibili su App Store, molto spesso a causa di restrizioni tecniche, ma anche per una scelta esplicita da parte di Apple. Esso funziona come aggregatore di repository liberamente modificabili per permettere agli utenti di proporre il proprio software liberamente, e contiene in modo predefinito sorgenti gestite da "comunità" fidate.
Va precisato che Cydia non effettua preliminarmente l'operazione di jailbreak e non è un software per eseguire il jailbreak. Per questo occorre prima utilizzare un tool specifico, ad esempio Pangu.
Cydia è necessario per l'installazione dei pacchetti software sulle periferiche ed è il primo programma con una GUI a essere installato durante il jailbreak del dispositivo. Rappresenta l'unico modo per poter accedere, installare e aggiornare il software disponibile attraverso tale canale. Da Cydia stesso è possibile, successivamente, installare il software Linux apt-get che ne condivide le funzionalità ma è eseguibile da riga di comando.

## Software disponibili su Cydia
Alcuni dei pacchetti disponibili tramite Cydia sono applicazioni standard, mentre la maggior parte dei pacchetti sono estensioni e modifiche per l'interfaccia iOS e per le app nell'ecosistema iOS. Alcune app disponibili su Cydia sono anche emulatori in grado di eseguire immagini di giochi per vecchie console di gioco, anche senza i controller reattivi di quelle console. Cydia consente agli utenti di trovare e installare pacchetti open source e di acquistare modifiche per iPhone jailbroken. Queste modifiche sono basate su un framework chiamato Cydia Substrate (formalmente MobileSubstrate), che rende relativamente facile l'installazione e l'aggiornamento di tali modifiche.
Gli strumenti della riga di comando UNIX sono disponibili anche su Cydia, inclusi bash, coreutils e OpenSSH, il che significa che il dispositivo potrebbe essere potenzialmente utilizzato come workstation UNIX a pieno titolo, sebbene senza molti strumenti di sviluppo.
Nel marzo 2009, il defunto blog TUAW (The Unofficial Apple Weblog) ha annunciato che il Cydia Store, il sistema di acquisto di software in-app per Cydia, era stato aperto per le vendite. L'annuncio ha anche indicato che i pagamenti Amazon erano l'unica opzione disponibile, ma che PayPal sarebbe stato aggiunto in futuro, il che è stato. Cydia ha smesso di accettare Amazon Payments nel 2015, lasciando PayPal come unica opzione di pagamento. Dopo che è stato scoperto un bug relativo all'autorizzazione token digitale di PayPal che ha colpito "pochissimi utenti", tramite TechCrunch, Freeman ha deciso di chiudere il negozio Cydia il 16 dicembre 2018.

## Storia
Il 26 marzo 2011 il programma si è aggiornato alla versione 1.1, apportando leggere modifiche all'interfaccia grafica e alla ricerca e aggiungendo il supporto a molte nuove lingue, tra cui l'italiano; dopo poche ore si è reso disponibile un aggiornamento minore, denominato 1.1.1, che ha corretto alcuni bug che si presentavano dopo l'aggiornamento.
Il 14 maggio 2013, Saurik ha reso disponibile Cydia Substrate anche su Android. Questa applicazione, eseguibile solo dai dispositivi root, permette l'installazione di Mobile Substrate e contiene l'elenco di tutti i tweak di iOS disponibili su Android. Cydia Substrate non è uno store alternativo ma contiene solo il link al play store per ogni tweak.
Dal 30 ottobre 2014, Saurik ha reso disponibile le versioni 1.1.14 ed 1.1.15 di Cydia compatibili con iOS 8, assieme a tre aggiornamenti del Mobile Substrate (0.9.5014; 0.9.5015; 0.9.5016), tutti atti alla risoluzione di bug noti, quali: bootloop con passcode, installazione di tweak, freeze di sistema e incompatibilità con iPhone 6 e 6 Plus.
Il 5 novembre 2014, Saurik ha reso disponibile la versione 1.1.16, utile per la risoluzione di un noto bug presente su dispositivi ripristinati mediante backup, e di altri bug minori riguardanti alcune funzionalità dello stesso Cydia.
Il 26 luglio 2016 Cydia è stato aggiornato alla versione 1.1.27, permettendo così il suo utilizzo su dispositivi con iPhone OS 9.2-9.3.3.
Il 15 febbraio 2017, Cydia è stato aggiornato alla versione 1.1.29 con correzioni di bug e miglioramenti delle prestazioni. Il giorno successivo, Saurik ha aggiornato Cydia alla versione 1.1.30 per risolvere un bug che impediva agli utenti di installare gli elementi acquistati in Cydia 1.1.29. 

## Versioni non Ufficiali
Il 26 febbraio 2018, CoolStar ha lanciato la versione iniziale di Electra, dando accesso a una versione non ufficiale di Cydia per le versioni iOS 11.0-11.1.2. Oltre a Electra per iOS 11, CoolStar ha rilasciato diverse patch per far funzionare Cydia, creando una versione di Cydia compatibile con il jailbreak di Electra, dato che Electra era stato rilasciato mentre Saurik stava ancora lavorando agli aggiornamenti per Cydia. Saurik alla fine rilasciò degli l'aggiornamenti, tuttavia si rivelarono incompatibili con la versione patched di CoolStar di Cydia, riscontrato errori e corruzioni di file degli utenti di Electra. CoolStar decise allora di bloccare la repo telesphoreo di Saurik per gli utenti Electra.
Il 6 luglio 2018 CoolStar ha aggiornato Electra, concedendo l'accesso alla versione patched di CoolStar di Cydia per le versioni iOS 11.2-11.3.1.
Saurik e CoolStar non riuscirono a raggiungere un accordo in merito ai problemi di compatibilità tra Electra e Cydia. Di conseguenza, CoolStar e il team di Electra, rilasciato il proprio gestore di pacchetti chiamato Sileo.
Pwn20wnd & Sam Bingner, durante la creazione del loro jailbreak unc0ver, chiesero l'aiuto e l'autorizzazione da Saurik per poter utilizzare un fork di Cydia e dei suoi applicativi.
L'11 aprile 2020 venne pubblicata da parte di Sam Bingner la versione 1.1.33 di Cydia, sviluppata per i jailbreak di unc0ver e checkra1n.

## Aspetti legali
L'utilizzo di Cydia non è una pratica illegale di per sé, anche se può ovviamente essere utilizzato per compiere atti illeciti. È vero che attraverso Cydia si possono installare anche IPA e pacchetti crackati, ma lo scopo primario è quello di installare applicazioni di terze parti non certificate e firmate da Apple.